# اینه‌گول
اینگول (به ترکی استانبولی: İnegöl) شهری است در کشور ترکیه که در استان بورسا واقع شده‌است. جمعیت این شهر بر اساس سرشماری سال ۲۰۰۸ میلادی ۱۵۸٬۵۷۵ نفر و بر اساس برآوردهای سال ۲۰۰۹ میلادی ۱۶۲٬۴۵۲ نفر می‌باشد.